# 寺崎英成
寺崎 英成（てらさき ひでなり、1900年（明治33年）12月21日 - 1951年（昭和26年）8月21日）は、日本の外交官、元・宮内省御用掛。

## 来歴・人物
1900年、貿易商・寺崎三郎（福岡藩出身）の二男として神奈川県に生まれた。兄は、外交官・寺崎太郎。暁星中学より旧制一高を経て東京帝大法学部を中退し、1927年に外務省入省。ブラウン大学に公務留学。1931年、ワシントンD.C.の日本大使館在勤中に米国人グエンドレン・ハロルド（Gwen Harold, 1908-1990）と出会い結婚。
その後、上海（勤務時に娘マリコが出生）、ハバナ、北京など在外勤務を経て、1941年に再びワシントンの日本大使館に赴任。情報担当の一等書記官として、野村吉三郎・来栖三郎両大使を補佐して日米交渉に当たった。日米開戦直前には、親電工作（ルーズベルト大統領から昭和天皇への親書発出工作）に奔走した。
太平洋戦争開戦後は抑留され、1942年8月に、妻グエン、娘マリコと共に日米交換船で帰国。戦争中は外務省の政務局第7課や第6課の課長を務めたが、病気のため1944年12月からは休職し、そのまま終戦をむかえた。占領期では、1947年2月、宮内省御用掛（通訳）に任命され、昭和天皇とマッカーサー元帥との会見の通訳を数回務めると共に、GHQ側と戦犯関係を含む情報を交換提供した。激務により脳梗塞で倒れ、
1951年9月21日に50歳で死去。天皇、皇后より切花と果物を賜る。
墓所は多磨霊園。
1957年にグエン夫人は、回想記『Bridge to the Sun : A Memoir of Love and War』を刊行。1961年夏にMGM映画『Bridge to the Sun 太陽にかける橋』が製作公開された。 
1980年夏に柳田邦男のノンフィクション『マリコ』が刊行。1981年8月にはNHKの終戦特番・三時間ドラマ『マリコ』（主演の寺崎役は滝田栄、マリコ役はキャロライン洋子）が放送された。
1990年のグエン夫人の没後に、娘マリコの家族が遺品（夫人が保管していた文書類）より、昭和天皇が侍従等の側近相手に、帝国日本の内情や開戦に至るまで経緯などが、率直に語られた記録（昭和天皇独白録）を発見、月刊『文藝春秋』1990年12月号で公表され多大の反響を呼んだ。